# TDLO
In tossicologia, la dose tossica minima o minimale (DTM o DTmin, sigla internazionale TDLo (Lowest Published Toxic Dose), è la più piccola dose di sostanza per la quale sia stata documentata tossicità in una determinata specie animale. La TDLo è generalmente espressa in milligrammi di sostanza su chilogrammo di peso dell'essere umano o dell'animale entrante in contatto con essa. Nella determinazione della TDLo si prendono in considerazione la modalità di somministrazione (via orale, via endovenosa, ingestione, inalazione, iniezione sottocutanea, iniezione intramuscolare, eccetera), così come l'organo più suscettibile ai potenziali effetti nocivi della sostanza (come i reni o i polmoni).